# Kimberly Beck
Kimberly Beck (ur. 9 stycznia 1956 w Glendale w stanie Kalifornia, USA) – amerykańska aktorka.
Kojarzona jest głównie z rolą Trish Jarvis w czwartej części popularnego Piątku, trzynastego (1984). Jedną z jej pierwszych poważniejszych ról był występ obok Roberta Carradine'a w thrillerze Massacre at Central High (1976). Wystąpiła w filmie Luca Bessona Wielki błękit (1988). Nieznaczne występy zaliczyła również w Dniu Niepodległości (1996), thrillerze Alfreda Hitchcocka Marnie (1964) oraz serialu Bonanza.
Dwukrotnie zamężna: najpierw jej mężem był Hilton William Barron, obecnie jest nim John Clarc, z którym ma dwójkę dzieci.